# Canal 4 Misiones
O Canal 4 Missiones, apenas conhecido apenas Canal 4 foi uma emissora de televisão argentina instalada em Posadas, capital da província de Missiones. A emissora era sintonizada no Canal 4 VHF (daí o nome da emissora). A emissora entrou no ar em 1994 .

## História
O Canal 4 Televisión Abierta, de Posadas, Misiones, transmite seu sinal ininterruptamente desde 1994, com uma cobertura de 60 km. ao redor, cobrindo a área de maior densidade populacional (400 mil habitantes de Posadas, Garupá, Candelaria, Santa Ana, San José e Cerro Azul). Estamos em Pto. Iguazu (Canal 11) e CABO Canal 23 CVI Pto Iguazu-In GigaRed. Cable Posadas. Canal 18 .- Canal 7 Tv Garupa- Canal 37 Candelaria TV a cabo.
Nossa projeção também inclui a participação ativa na nova etapa da Televisão Digital Terrestre. Vale ressaltar que, até o momento, mais de 70.000 decodificadores foram distribuídos para receber sinais digitais na área de cobertura de nosso canal.
O Canal 4 tem vasta experiência em produção jornalística de qualidade, cobrindo notícias de política, economia, agricultura, educação, saúde, cultura, sociedade, polícia e direitos humanos.
Trabalhadores de longa data na área e jovens profissionais com experiência na área constituem a equipa de trabalho do Canal 4, que demonstra o seu profissionalismo e criatividade no dia a dia.

## Nota
- Este artigo foi inicialmente traduzido, total ou parcialmente, do artigo da Wikipédia em castelhano cujo título é «Canal 4 (Misiones)», especificamente desta versão.

## Enlace externo
- MisionesCuatro.com